# Adalbert Holzer
Adalbert Holzer (* 31. Dezember 1881 in Bernried am Starnberger See; † 12. Juni 1966 ebenda) war ein deutscher Maler und Illustrator.

## Leben und Werk
Von 1899 bis 1901 studierte Holzer an der Münchner Kunstgewerbeschule und ab 1904 an der Münchner Kunstakademie bei Carl von Marr Glasmalerei. Zwischen 1903 und 19017 wurden einige seiner Landschaftsbilder als Illustrationen für die Münchner Zeitschrift Die Jugend verwendet. Für die von Ernst Weber im Callwey Verlag herausgegebenen Sammelbände Der deutsche Spielmann. Eine Auswahl aus dem Schatze deutscher Dichtung für Jugend und Volk schuf er Illustrationen für den Band 20 Heide. Jahr und Tag in der Heide, ihr Friede und ihre Schauer (1924).
Ab 1904 beteiligte er sich an den Ausstellungen im Münchner Glaspalast und 1912 bei der Großen Berliner Kunstausstellung.
Adalbert Holzer war vor allem auf Berglandschaften spezialisiert, zeigte jedoch nicht nur die Gipfel der Alpen, sondern auch die typischen Almlandschaften und die Gegenden der oberbayerischen Voralpenlandschaft. Er malte bevorzugt in Mischtechniken aus Aquarell, Tempera und Gouache. Mit seinem lebenslangen Künstlerfreund Otto Bauriedl war er häufig auf gemeinsamen Wanderungen unterwegs. Lange Zeit lebte er im Münchner Vorort Pasing, wo sich in den neu entstandenen Villenkolonien zahlreiche Künstler und Architekten niedergelassen hatten. Daher signierte er auch häufig als „Adalbert Holzer – München-Pasing“.

## Sammlungen
- Alpines Museum
- Neue Pinakothek
- Städtische Galerie im Lenbachhaus
- Staatliche Graphische Sammlung München